# Viborgs kommun
Viborgs kommun (danska: Viborg Kommune) är en kommun i Region Mittjylland i västra Danmark. Före kommunreformen 2007 var Viborg en kommun i dåvarande Viborgs amt.

## Borgmästare
- 1. Johannes Stensgaard, Socialdemokratiet, 1 januari 2007–31 december 2009
- 2. Søren Pape Poulsen, Konservative Folkeparti, 1 januari 2010–3 september 2014
- 3. Torsten Nielsen, Konservative Folkeparti, 3 september 2014–31 december 2017
- 4. Ulrik Wilbek, Venstre, 1 januari 2018–

Denna lista hämtas från Wikidata. Informationen kan ändras där.